# Nuevos Guerreros
Los Nuevos Guerreros (en el original en inglés, The New Warriors) son un grupo de superhéroes que aparecen en las historietas publicadas por Marvel Comics. En su primera encarnación eran un grupo de adolescentes y jóvenes adultos que servían como contrapunto de Los Vengadores. Su primera aparición fue un cameo en 1989, en el número 411 de The Mighty Thor, siendo su presentación en el número siguiente.
A lo largo de los años, el equipo ha tenido varias encarnaciones y se han publicado diferentes volúmenes de sus títulos.

## Trayectoria editorial
El equipo original de los Nuevos Guerreros fue creado por el editor Tom DeFalco que junto a los personajes Estrella de Fuego, Marvel Boy, Namorita, Nova y Speedball y creó a Night Thrasher. 
El primer cómic con el nombre The New Warriors fue publicado en Estados Unidos en julio de 1990 y tuvo 75 números. En España fue publicado por Cómics Forum en 1991
El segundo volumen consistió en diez números publicados entre 1999 y 2000.Este grupo tenía como miembros a Namorita, Nova, Speedball, Turbo, Bolt y Aegis.
El tercer volumen fue una miniserie de seis números publicados entre 2005 y 2006. Fue el preludio al evento Civil War. Esta encarnación estaba formada por: Night Thrasher, Nova, Speedball, Microbe y Debrii.
El cuarto volumen se publicó entre 2007 y 2009 y tuvo veinte números, todos ellos escritos por Kevin Grevioux. Este equipo estuvo formado por antiguos mutantes que perdieron sus poderes tras el Día-M, Wondra (Jubilation Lee), Blackwing (Barnell "Barry" Bohusk), Decibelio (Jonothon «Jono» Evan Starsmore), Tempestad (Angel Salvadore), Ripcord (Miranda Leevald), Skybolt (Vincent «Vin» Stewart), Faser (Christian Cord), Longstrike (Christine Cord) y Renacimiento (Sofia Mantega).
El quinto volumen fue lanzado como parte de la promoción editorial All-New Marvel NOW! en 2014. Este volumen escrito por Christopher Yost y dibujador por Marcus To tuvo doce números antes de ser cancelado. En España fue editado en un único tomo en marzo de 2015. En esta ocasión el grupo está formado por Speedball, Justicia, Nova, Araña Escarlata, Colibrí, Chica Solar, Haechi y Serpiente de Agua.

## Otros medios

### Televisión

#### Ultimate Spiderman
Los Nuevos Guerreros aparecen en la serie Ultimate Spider-Man, como parte de la historia principal de la tercera temporada, en la que a Spider-Man, quién lideró a su primer equipo formado por Power Man, Nova, Iron Fist y White Tiger, quienes son todos miembros del programa de entrenamiento de S.H.I.E.L.D. para superhéroes adolescentes, y a petición de Nick Fury reúne a un grupo de nuevos jóvenes con poderes para formar a "Los Nuevos Guerreros" en el Triskelion (o Academia S.H.I.E.L.D.) y regresan en la cuarta temporada.
El equipo está compuesto por:
- Agente Venom, alias de Flash Thompson, amigo de Peter Parker y unido al simbionte Venom. Flash es poseído por el simbionte, pero ha encontrado una manera de colaborar con él como un amigo, por lo que conserva sus facultades mentales completas en forma de Venom. También forma parte del equipo Red de Guerreros (Spider-Man, Araña de Hierro, Araña Escarlata, Chico Arácnido y Spider-Woman) en la cuarta temporada.

- Araña de Hierro, alias de Amadeus Cho, un chico de 13 años de edad con gran inteligencia. Utiliza una armadura hecha en Industrias Stark después de que él demuestra ser perfecto para operarla. También forma parte del equipo Red de Guerreros (Spider-Man, Agente Venom, Araña Escarlata, Chico Arácnido y Spider-Woman) en la cuarta temporada.

- Ka-Zar, alias de Kevin Plunder, un cazador salvaje con reflejos y resistencia sobrehumanas. Le acompaña un tigre dientes de sable, Zabu. Ambos fueron criados en la Tierra Salvaje. No aparece en la cuarta temporada.

- Cloak y Dagger (Capa y Puñal), alias de Tyrone Johnson y Tandy Bowen, dos jóvenes con poderes hechos de una droga. Cloak tiene la posibilidad de crear una abertura en la dimensión de las tinieblas y de despachar a la gente en ella, también ganó la habilidad de intangibilidad y teleportación. Dagger tiene la capacidad de crear "dagas de luz" psiónicas, que pueden desplazarse a donde ella quiera y drena a los seres vivos de su fuerza vital cuando entran en contacto. Ambos fueron reclutados por Supervisor, pero al ser engañados y traicionados por él, se unen a Spider-Man y a su equipo en S.H.I.E.L.D.

- Chica Ardilla, alias de Doreen Green, una mutante. Fue reclutada en la academia S.H.I.E.L.D. por Fury.

- Rhino, alias de Alex O´Hirn, un adolescente que se convierte en un rinoceronte humanoide gracias al suero del Dr. Connors. Se unió a los Seis Siniestros, pero Spider-Man le convence de unirse a S.H.I.E.L.D. En la cuarta temporada los traiciona al ser el espía de Ock y se une de nuevo a los Seis Siniestros. Al final de la cuarta temporada, vuelve a ser humano con ayuda de Spider-Man y regresa a la academia S.H.I.E.L.D.

- Tritón, alias de Triton Mander-Azur, un hombre pez y miembro de los Inhumanos reclutado en S.H.I.E.L.D. para ayudar a Spider-Man.

Al final de la cuarta, en los episodios de 2 partes "Día de Graduación", miembros nuevos llegan como Hombre de Arena, Madame Web, Harry Osborn / Patriota, Frances Beck / Mysterio II, Buitre, Araña de Acero y Man-Wolf (Hombre Lobo) siendo añadidos al equipo.

#### Marvel's New Warriors
Marvel's New Warriors, o simplemente New Warriors, es una sitcom de superhéroes creada por Kevin Beigel. La serie está ubicada en el Universo cinematográfico de Marvel y es producida por Marvel Television en asociación con ABC Studios junto a Biegel como showrunner de la serie. La serie recibió una de 10 episodios para emitirse en el canal Freeform, pero a finales de 2018 y con solo el piloto rodado Disney anunció que no sabían dónde y cuándo se emitiría la serie.
El piloto cuenta con Milana Vayntrub (Chica Ardilla), Derek Theler (Sr. Immortal), Jeremy Tardy (Destructor Nocturno), Calum Worthy (Bola Veloz), Matthew Moy (Microbio) y Kate Comer (Detrito).